# Gastines
Gastines é uma comuna francesa na região administrativa da Pays de la Loire, no departamento de Mayenne. Estende-se por uma área de 8,85 km². Em 2010 a comuna tinha 169 habitantes (densidade: 19,1 hab./km²).